# Đài Truyền hình Quốc gia Togo
Đài Truyền hình Quốc gia Togo (tiếng Pháp: Télévision Togolaise) là đài truyền hình quốc gia của Togo có trụ sở chính tại thành phố Lomé, Togo.